# Obraz Świętego Antoniego z Padwy w Przeworsku
Obraz Świętego Antoniego z Padwy w Przeworsku – obraz z wizerunkiem Świętego Antoniego z Padwy, znajdujący się w Kaplicy Świętego Antoniego z Padwy przy Kościele oo. Bernardynów pw. św. Barbary w Przeworsku.
Namalowany około 1650 r. przez Franciszka Lekszyckiego. Przedstawia Świętego Antoniego z Padwy, trzymającego na rękach Dzieciątko Jezus. Na stole po lewej stronie widać księgę, czaszkę i lilię.
Pierwotnie obraz ten znajdował się w ołtarzu bocznym w nawie północnej (obecnie Św. Anny Samotrzeciej), później umieszczono go w kaplicy obok.
Na przełomie XIX/XX w. w Galicji rozpowszechniano masowo oleodruki z przeworskim wizerunkiem św. Antoniego. We wsi Jodłówka k. Pruchnika znajduje się kapliczka św. Antoniego Przeworskiego, w której czczony jest jeden z takich obrazów.